# Myxobolus mugauratus
Myxobolus mugauratus is een microscopische parasiet uit de familie Myxobolidae. Myxobolus mugauratus werd in 1991 beschreven door Landsberg & Lom. 